# Pleionotoma
Pleonotoma é um gênero botânico pertencente à família Bignoniaceae.

## Sinonímia
Clematitaria, Kuhlmannia

### Espécies
Apresenta 36 espécies:
Pleonotoma albiflora Pleonotoma auriculatum Pleonotoma bracteata
Pleonotoma brittoni Pleonotoma castelnaei Pleonotoma chondrogona
Pleonotoma clematis Pleonotoma decomposita Pleonotoma dendrotricha
Pleonotoma dispar Pleonotoma diversifolia Pleonotoma diversifolium
Pleonotoma echitidea Pleonotoma exserta Pleonotoma flava
Pleonotoma flavida Pleonotoma fluminensis Pleonotoma glaberrima
Pleonotoma imperatoris Pleonotoma inaequalis Pleonotoma jasminifolia
Pleonotoma lanceolata Pleonotoma macrotis Pleonotoma melioides
Pleonotoma moringaefolia Pleonotoma orientalis Pleonotoma pavettiflora
Pleonotoma peregrina Pleonotoma stichadenium Pleonotoma tetragonocaulis
Pleonotoma tetraquetra Pleonotoma triphylla Pleonotoma triternata
Pleonotoma uleanum Pleonotoma variabile Pleonotoma variabilis